# جوسبي فولبي
جوسبي فولبي كونت مصراتة (بالإيطالية: Giuseppe Volpi, conte di Misurata)‏ هو سياسي ورجل أعمال إيطالي. تولى حكم مستعمرة طرابلس الغرب من يوليو 1921 وحتى يوليو 1925، وحينها تولى بعد ذلك منصب وزير المالية والخزانة لمملكة إيطاليا حتى يوليو 1928.
كان أحد مندوبي بلده عند توقيع معاهدة أوشي التي أنهت الحرب التركية الإيطالية عام 1912.

## روابط خارجية
- جوسبي فولبي على موقع مونزينجر (الألمانية)